# Déjà vu (Inna)
Deja vu è un singolo electrohouse della cantante Inna, con la partecipazione del produttore e DJ Bob Taylor. Il brano è stato pubblicato nell'estate del 2009. La canzone è stata ufficialmente estratta dal secondo album di Bob Taylor, ma è stato utilizzato anche come terzo singolo per l'album di debutto di Inna, Hot. La canzone è stata originariamente cantata da Taylor e da una nuova cantante rumena, "Alessia". Ha raggiunto la top 10 della “Romanian Top 100”, piazzandosi al numero sette. Il video è stato girato nel mese di giugno 2009 e pubblicato con una première nello stesso mese su MTV Romania. Nei Paesi Bassi, è stato pubblicato come secondo singolo di Inna (in seguito a Hot).

## Controversia nella pubblicazione
In un primo momento, i Play & Win avevano scritto la canzone per Bob Taylor e una nuova arrivata nella loro casa discografica, Alessia. Ma dato che era troppo irresistibile per le sue performance, i Play & Win decisero che Alessia sarebbe stata subito rimpiazzata da Inna.

## Live performance
Inna ha eseguito dal vivo il brano in diversi programmi TV in Romania e Dubai. Il brano è stato promozionato anche nelle varie discoteche europee e durante il tour mondiale di Inna anche in America ed in Asia.

## Video musicale
Un video musicale di accompagnamento per Déjà Vu è stato girato da Tom Boxer in un club di Neptun, in Romania. Venne registrato un video in cui Inna inizialmente non appare in esso, dato che ancora non si sapeva a chi assegnare il brano tra lei o la cantante "Alessia", una volta deciso, un'altra versione fu pubblicata il 7 novembre 2009 incorporando le riprese della cantante fatte in Turchia su uno Yacht. Il visual si apre con un bicchiere che cade davanti a uno sfondo nero, il quale si spezza, e poi si vede Bob Taylor in un club. In seguito, l'attenzione si concentra sulle donne spogliarelliste e su un gruppo di persone in festa. Successivamente, una ragazza con un vestito arancione cammina intorno al club, al fine di attirare l'attenzione di un ragazzo, con lei seduta al bar. Scene intervallate dalla clip principale ritraggono Inna che posa davanti alla telecamera in costume da bagno durante un viaggio in Yacht.

## Tracce
- Romania Airplay (2009)[4]

1. "Déjà Vu (Play & Win Radio Edit)" - 4:22

- Paesi Bassi CD Singolo (2009)[5]

1. "Déjà Vu (UK Radio Edit)" - 2:33
2. "Hot (US Radio Version)" - 3:45

- Svezia CD Singolo (2009)[6]

1. "Déjà Vu (UK Radio Edit)" - 2:33
2. "Déjà Vu (Wideboys Radio Edit)" - 3:19
3. "Déjà Vu (Wideboys Club Mix)" - 5:58
4. "Déjà Vu (Wideboys Dub Mix)" - 5:59
5. "Déjà Vu (N-Force Radio Edit)" - 3:03
6. "Déjà Vu (N-Force Mix)" - 5:38
7. "Déjà Vu (Play & Win Club Version)" - 5:31

- Francia CD Singolo (2010)[7]

1. "Déjà Vu (Play & Win Radio Edit)" - 4:22
2. "Déjà Vu (Play & Win Club Version)" - 5:31
3. "Amazing (Almighty Radio Edit)" - 3:56 [Bonus Track]

- Germania Digital EP (2010)[8]

1. "Déjà Vu (UK Radio Edit)" - 2:33
2. "Déjà Vu (Play & Win Radio Edit)" - 4:22
3. "Déjà Vu (Wideboys Radio Edit)" - 3:19
4. "Déjà Vu (Wideboys Club Mix)" - 5:59
5. "Déjà Vu (N-Force Radio Edit)" - 3:03
6. "Déjà Vu (N-Force Mix)" - 5:38

- Spagna Digital Download (2010)[9]

1. "Déjà Vu (Play & Win Radio Edit)" - 4:22
2. "Déjà Vu (Play & Win Club Version)" - 5:31

- Italia Digital Download (2010)[10]

1. "Déjà Vu (Play & Win Radio Edit)" - 4:22
2. "Déjà Vu (Play & Win Club Version)" - 5:31

- UK CD Singolo (2010)[11]

1. "Déjà Vu (UK Radio Edit)" - 2:33
2. "Déjà Vu (Play & Win Radio Edit)" - 4:22
3. "Déjà Vu (Play & Win Club Version)" - 5:31
4. "Déjà Vu (Wideboys Radio Edit)" - 3:19
5. "Déjà Vu (Wideboys Club Mix)" - 5:59
6. "Déjà Vu (N-Force Radio Edit)" - 3:03
7. "Déjà Vu (N-Force Mix)" - 5:38

- UK Itunes Released (2011)[12]

1. "Déjà Vu (UK Radio Edit)" - 2:33
2. "Déjà Vu (Play & Win Radio Edit)" - 4:22
3. "Déjà Vu (Play & Win Club Version)" - 5:31
4. "Déjà Vu (Wideboys Radio Edit)" - 3:19
5. "Déjà Vu (Wideboys Club Mix)" - 5:59
6. "Déjà Vu (N-Force Radio Edit)" - 3:03
7. "Déjà Vu (N-Force Mix)" - 5:38
8. "Déjà Vu (Video Clip)" - 4:22

## Classifiche
| Chart (2009/2010) | Miglior Posizione |
| ----------------- | ----------------- |
| Austria           | 25                |
| Belgio (Fiandre)  | 15                |
| Belgio (Vallonia) | 10                |
| Francia           | 6                 |
| Grecia            | 2                 |
| Paesi Bassi       | 9                 |
| Polonia           | 24                |
| Regno Unito       | 60                |
| Republica Ceca    | 16                |
| Romania           | 7                 |
| Russia            | 4                 |
| Slovacchia        | 72                |
| Spagna            | 15                |
| Svizzera          | 27                |
| Ungheria          | 12                |

### Classifiche di fine anno
| Chart (2009)      | Position |
| ----------------- | -------- |
| Belgio (Fiandre)  | 75       |
| Belgio (Vallonia) | 41       |
| Francia           | 99       |
| Paesi Bassi       | 39       |
| Russia            | 76       |

## Date di pubblicazione
| Regione     | Data             | Formato                      | Etichetta                    |
| ----------- | ---------------- | ---------------------------- | ---------------------------- |
| Romania     | 2 giugno 2009    | Airplay                      | Roton Records                |
| Paesi Bassi | 11 novembre 2009 | CD Singolo, Digital Download | Spinnin' Records             |
| Svezia      | 21 novembre 2009 | CD Singolo, Digital Download | Catchy Tunes                 |
| Francia     | 1 gennaio 2010   | CD Singolo, Digital Download | Airplay Records              |
| Germania    | 1 gennaio 2010   | Digital EP                   | Universal Music Domestic Pop |
| Spagna      | 13 aprile 2010   | Digital Download             | Vale                         |
| Italia      | 27 aprile 2010   | Digital Download             | Do It Yourself               |
| Regno Unito | 14 novembre 2010 | CD Singolo                   | 3Beat                        |
| Regno Unito | 21 gennaio 2011  | Itunes Released              | 3Beat                        |